# 해저드 (오버워치)
해저드(본명: 핀들레이 도커티, 영어: Findlay Docherty)는 블리자드 엔터테인먼트사의 2022년 출시 게임 오버워치 2에 등장하는 게임 캐릭터이다. 해저드의 목소리는 한국어판은 김신우, 영어판은 코너 매클라우드, 일본판은 노즈야마 유키히로가 담당하였다.

## 같이 보기
- 오버워치
- 오버워치의 등장인물